# معركة كاريلون
دارت معركة كاريلون، والتي تُعرف أيضًا باسم معركة تيكونديروغا 1758، في 8 يوليو 1758، أثناء الحرب الفرنسية والهندية (التي كانت جزءًا من حرب السنوات السبع العالمية). دارت رحى المعركة بالقرب من حصن كاريلون (المعروف الآن باسم حصن تيكونديروغا) على شاطئ بحيرة شامبلين في المنطقة الحدودية بين مستعمرة نيويورك البريطانية والمستعمرة الفرنسية لفرنسا الجديدة.
وقعت المعركة أساسًا على ارتفاع حوالي ثلاثة أرباع ميل (كيلومتر واحد) من الحصن نفسه، وهزم جيش فرنسي قوامه حوالي 3600 رجل بقيادة الجنرال ماركيز دي مونتكالم وشوفالييه دي ليفيس جيشًا متفوقًا بالعدد من القوات البريطانية بقيادة الجنرال جيمس أبيركرومبي، الذي هاجم من الأمام موقعًا فرنسيًا حصينًا دون استخدام المدفعية الميدانية، ومثل ذلك نقطة ضعف تركت البريطانيين وحلفائهم عرضة للخطر وسمحت للفرنسيين بالفوز والنصر الكامل. كانت المعركة الأكثر دموية في المسرح الأمريكي للحرب، إذ سقط أكثر من 3000 ضحية. بلغت الخسائر الفرنسية حوالي 400 جندي، في حين قُدرت الخسائر البريطانية بأكثر من 2000 جندي.
كتب المؤرخ الأمريكي لورانس هنري جيبسون عن حملة أبركرومبي قائلًا «لم يسبق أن أُطلقت حملة عسكرية على الأرض الأمريكية تضمنت عددًا أكبر من أخطاء الحكم من جانب أولئك الذين يشغلون مناصبًا عالية المسؤولية». استشهد العديد من المؤرخين العسكريين بمعركة كاريلون بصفتها مثالًا تقليديًا على عدم الكفاءة العسكرية التكتيكية. تجاهل أبركرومبي العديد من الخيارات العسكرية القابلة للتطبيق لثقته بنصر سريع، منها الهجوم الجانبي على المتراس الفرنسي، أو انتظار المدفعية، أو فرض حصار على القلعة. بدلًا من ذلك، اعتمد على تقرير معيب من مهندس عسكري شاب وتجاهل بعضًا من توصياته، وقرر أن يشن هجومًا جبهويًا مباشرًا على الفرنسيين الحصينين تمامًا دون الاستفادة من المدفعية. كان مونتكالم قلقًا إزاء الوضعية العسكرية الضعيفة للقلعة، ولكنه شرع بالدفاع بروح عالية. ارتكب أخطاء إستراتيجية في إعداد دفاعات المنطقة بسبب ضيق الوقت وأمور اخرى، وكان من الممكن أن يستغلها مهاجم كفؤ، وارتكب أخطاء تكتيكية جعلت مهمة المهاجمين أسهل.
استولى البريطانيون على القلعة في العام التالي بعد أن فرت منه الحامية، وأصبح يُعرف باسم حصن تيكونديروغا (باسم موقعه) منذ ذلك الحين. أعطت هذه المعركة القلعة سمعة بأنها حصينة وكان لها تأثير على العمليات العسكرية المستقبلية في المنطقة. كانت هناك عدة حركات عسكرية واسعة النطاق عبر المنطقة في كل من الحرب الفرنسية والهندية، وكذلك الحرب الثورية الأمريكية، إذ استولى الأمريكيون على حصن تيكونديروغا وحاصر البريطانون للقلعة بعد ذلك بعامين، ولكن كانت هذه المعركة الحدث الرئيسي الوحيد الذي وقع بالقرب من موقع القلعة.

## خلفية عامة
قبل عام 1758، لم تصب الحرب الفرنسية والهندية في صالح البريطانيين، الذين حقق جيشهم قلة قليلة من أهدافه. بعد سلسلة من الانتصارات الفرنسية في عام 1757 في أمريكا الشمالية، إلى جانب النكسات العسكرية في أوروبا، فرض ويليام بيت سيطرته الكاملة على اتجاه الجهود العسكرية البريطانية في حرب السنوات السبع. بدأ باستراتيجية ركزت على الدفاع في أوروبا حيث كانت فرنسا قوية، والهجوم في أمريكا الشمالية حيث كانت فرنسا ضعيفة، وقرر مهاجمة فرنسا الجديدة (المستعمرات التابعة لفرنسا في أمريكا الشمالية) في ثلاث حملات إستراتيجية. وُضعت خطط لحملات واسعة النطاق للاستيلاء على قلعة دوكين على جبهة بنسلفانيا والحصن في لويزبورغ (في إيل رويال، المعروفة الآن باسم جزيرة كيب بريتون). شُنت الحملة الثالثة بقيادة الجنرال جيمس أبركرومبي للهجوم على كندا عبر وادي شامبلين. من المرجح أن بيت فضل اختيار جورج هاو لقيادة الحملة، إذ إنه تكتيكي ماهر وقائد نشيط، لكن فرضت عليه الأقدمية والاعتبارات السياسية أن يعين أبركرومبي غير المميز نسبيًا بدلًا منه. عُين هاو قائد لواء، ووُضع في المرتبة الثانية بعد أبركرومبي.
بدأ الفرنسيون بتشييد حصن كاريلون في عام 1755 بهدف استخدامه نقطة انطلاق للحصار الناجح على قلعة ويليام هنري عام 1757. لم يكن الوضع في صالحهم عام 1758 رغم ذلك ورغم النجاحات الأخرى في أمريكا الشمالية عام 1757. في وقت مبكر من شهر مارس، كان لويس جوزيف دي مونتكالم، القائد العام المسؤول عن القوات الفرنسية في أمريكا الشمالية، والماركيز دي فودريل، حاكم فرنسا الجديدة، كلاهما على دراية بأن البريطانيين يخططون لإرسال أعداد كبيرة من القوات ضدهم، وأنهم سيحصلون على دعم ضئيل نسبيًا من الملك لويس الخامس عشر ملك فرنسا. كان عدم وجود دعم من فرنسا يرجع في جزء كبير منه إلى عدم رغبة الجيش الفرنسي في المخاطرة بتحريك قوات عسكرية كبيرة عبر المحيط الأطلسي الخاضع للبحرية الملكية البريطانية. تفاقم هذا الوضع بسبب ضعف حصاد كندا في عام 1757، ما أدى إلى نقص الغذاء مع تقدم الشتاء.
لم يكن مونتكالم وفودريل على وفاق واختلفا حول كيفية التعامل مع التهديد البريطاني. كان لديهما أقل من 5000 جندي نظامي ونحو ستة آلاف من رجال الميليشيات وعدد محدود من الحلفاء الهنود للقتال ضد القوات البريطانية التي يُقال إن عددها يبلغ 50,000. أراد فودريل ذو الخبرة القتالية المحدودة تقسيم القوات الفرنسية إلى 5000 فرد في كل من كاريلون ولويزبورغ، ثم إرسال قوة منتقاة قوامها حوالي 3500 رجل ضد البريطانيين في نهر موهوك على الحدود الشمالية الغربية لمقاطعة نيويورك. اعتقد مونتكالم أن هذه الخطة محض حماقة لأنها ستمكن البريطانيين من تحويل بعض قواتهم بسهولة لصد الهجوم الفرنسي. غلب فودريل وغادر مونتكالم كيبيك إلى كاريلون في يونيو 1758.

## الاستعدادات البريطانية
حشد البريطانيون جيشهم بقيادة الجنرال جيمس أبركرومبي بالقرب من بقايا قلعة ويليام هنري الواقعة في الطرف الجنوبي لبحيرة جورج، والتي دمرها الفرنسيون بعد الاستيلاء عليها في العام السابق. بلغ العدد الإجمالي للجيش 16,000 رجلًا، ما جعله أكبر قوة منفردة انتشرت على الإطلاق في أمريكا الشمالية آنذاك. تضمنت قوة إضافية مكونة من 6000 جندي نظامي منهم سكان الجبال بقيادة اللورد جون موراي في فوج المشاة 42 (الجبال)، وفوج المشاة 27 (إينيسكيلينغ)، وفوج المشاة 44، وفوج المشاة 46، وفوج المشاة 55، والكتيبتان الأولى والرابعة من الفوج 60 (الملكية الأمريكية) ومشاة غيج الخفيفة، في حين شملت المقاطعات التي قدمت دعم الميليشيات كناتيكت وماساتشوستس ونيويورك ونيوجيرسي ورود آيلاند. في 5 يوليو 1758، صعدت هذه القوات على متن قوارب ونزلت في الطرف الشمالي لبحيرة جورج في 6 يوليو.